# Trichosteleum microcladon
Trichosteleum microcladon là một loài rêu trong họ Sematophyllaceae. Loài này được (Dozy & Molk.) A. Jaeger mô tả khoa học đầu tiên năm 1878.